# Rugby Europe International Championships
Rugby Europe International Championships – cykl rozgrywek o miano najlepszej drużyny rugby drugiej klasy w Europie. Najlepsze europejskie drużyny rywalizują w Pucharze Sześciu Narodów, są to: Anglia, Francja, Irlandia, Szkocja, Walia i Włochy.

## Historia
Pierwszy raz o Puchar Narodów Europy rywalizowano w roku 2000, ale wcześniej rozgrywano wiele turniejów uważanych za protoplastów obecnych rozgrywek. Licząc wszystkie turnieje najbardziej utytułowana jest drużyna Francji, która wygrywała 25 razy, natomiast pod szyldem Pucharu Narodów Europy najczęściej tryumfowała Gruzja. W 2016 przyjęto nowy format rozgrywek i nową nazwę, Rugby Europe International Championships.

## Obecny schemat rozgrywek

Piramida rozgrywek
Puchar Sześciu Narodów
RE Championship
RE Trophy
RE Conference Dywizja 1
RE Conference Dywizja 2

Puchar Sześciu Narodów
     RE Championship
     RE Trophy
     RE Conference Dywizja 1
     RE Conference Dywizja 2
| RE Championship |
| --------------- |
| Gruzja          |
| Hiszpania       |
| Holandia        |
| Portugalia      |
| Rosja           |
| Rumunia         |

| RE Trophy  |
| ---------- |
| Belgia     |
| Litwa      |
| Niemcy     |
| Polska     |
| Szwajcaria |
| Ukraina    |

| RE Conference | RE Conference | RE Conference | RE Conference        | RE Conference |
| Dywizja 1     | Dywizja 1     |               | Dywizja 2            | Dywizja 2     |
| Północ        | Południe      | Północ        | Południe             |               |
| ------------- | ------------- | ------------- | -------------------- | ------------- |
| Czechy        | Chorwacja     | Dania         | Andora               |               |
| Luksemburg    | Cypr          | Finlandia     | Bośnia i Hercegowina |               |
| Łotwa         | Izrael        | Mołdawia      | Bułgaria             |               |
| Szwecja       | Malta         | Norwegia      | Serbia               |               |
| Węgry         | Słowenia      |               | Turcja               |               |

## Medaliści

### Pierwsze trzy turnieje
| Rok  | Gospodarz | Zwycięzca | Drugie miejsce | Trzecie miejsce |
| ---- | --------- | --------- | -------------- | --------------- |
| 1936 | Berlin    | Francja   | III Rzesza     | Włochy          |
| 1937 | Paryż     | Francja   | Włochy         | III Rzesza      |
| 1938 | Bukareszt | Francja   | Rumunia        | III Rzesza      |

### Puchar Europy
| Rok  | Zwycięzca | Drugie miejsce | Trzecie miejsce |
| ---- | --------- | -------------- | --------------- |
| 1952 | Francja   | Włochy         | Niemcy          |
| 1954 | Francja   | Włochy         | Hiszpania       |

### Puchar Narodów (1966–1973)
| Sezon     | Zwycięzca | Drugie miejsce | Trzecie miejsce |
| --------- | --------- | -------------- | --------------- |
| 1965/1966 | Francja   | Włochy         | Rumunia         |
| 1966/1967 | Francja   | Rumunia        | Włochy          |
| 1967/1968 | Francja   | Rumunia        | Czechosłowacja  |
| 1968/1969 | Rumunia   | Francja        | Czechosłowacja  |
| 1969/1970 | Francja   | Rumunia        | Włochy          |
| 1970/1971 | Francja   | Rumunia        | Maroko          |
| 1971/1972 | Francja   | Rumunia        | Maroko          |
| 1972/1973 | Francja   | Rumunia        | Hiszpania       |

### Puchar FIRA (1974–1997)
| Sezon     | Zwycięzca | Drugie miejsce | Trzecie miejsce |
| --------- | --------- | -------------- | --------------- |
| 1973/1974 | Francja   | Rumunia        | Hiszpania       |
| 1974/1975 | Rumunia   | Francja        | Włochy          |
| 1975/1976 | Francja   | Włochy         | Rumunia         |
| 1976/1977 | Rumunia   | Francja        | Włochy          |
| 1977/1978 | Francja   | Rumunia        | Hiszpania       |
| 1978/1979 | Francja   | Rumunia        | ZSRR            |
| 1979/1980 | Francja   | Rumunia        | Włochy          |
| 1980/1981 | Rumunia   | Francja        | ZSRR            |
| 1981/1982 | Francja   | Włochy         | Rumunia         |
| 1982/1983 | Rumunia   | Włochy         | ZSRR            |
| 1983/1984 | Francja   | Rumunia        | Włochy          |
| 1984/1985 | Francja   | ZSRR           | Włochy          |
| 1985–1987 | Francja   | ZSRR           | Rumunia         |
| 1987–1989 | Francja   | ZSRR           | Rumunia         |
| 1989/1990 | Francja   | ZSRR           | Rumunia         |
| 1990–1992 | Francja   | Włochy         | Rumunia         |
| 1992–1994 | Francja   | Włochy         | Rumunia         |
| 1995–1997 | Włochy    | Francja        | Rumunia         |

### Puchar Narodów Europy (2000–2016)
| Rok       | I dywizja  | II dywizja | III dywizja          |
| --------- | ---------- | ---------- | -------------------- |
| 2000      | Rumunia    | Rosja      | Czechy               |
| 2001      | Gruzja     | Polska     |                      |
| 2001/2002 | Rumunia    | Czechy     | Słowenia             |
| 2003/2004 | Portugalia | Ukraina    | Mołdawia             |
| 2004–2006 | Rumunia    | Hiszpania  | Łotwa                |
| 2006–2008 | Gruzja     | Niemcy     | Szwecja              |
| 2008–2009 | Gruzja     | Ukraina    | Litwa                |
| 2010      | Rumunia    | Ukraina    | Litwa                |
| 2011      | Gruzja     | Szwecja    | Bośnia i Hercegowina |
| 2012      | Gruzja     | Szwecja    | Bośnia i Hercegowina |
| 2013      | Gruzja     | Holandia   | Turcja               |
| 2014      | Gruzja     | Holandia   | Turcja               |
| 2015      | Gruzja     | Szwajcaria | Estonia              |
| 2016      | Gruzja     | Szwajcaria | Estonia              |

### RE International Championships (od 2016)
| Rok     | Championship | Trophy     | Conference | Development |
| ------- | ------------ | ---------- | ---------- | ----------- |
| 2016/17 | Rumunia      | Portugalia | Czechy     | Słowacja    |
| 2017/18 | Gruzja       | Portugalia | Litwa      | Bułgaria    |
| 2018/19 | Gruzja       | Portugalia | Ukraina    | Turcja      |
| 2019/20 | Gruzja       | Holandia   | —          | —           |
| 2020/21 | Gruzja       | —          | —          | —           |